# 色素脫失

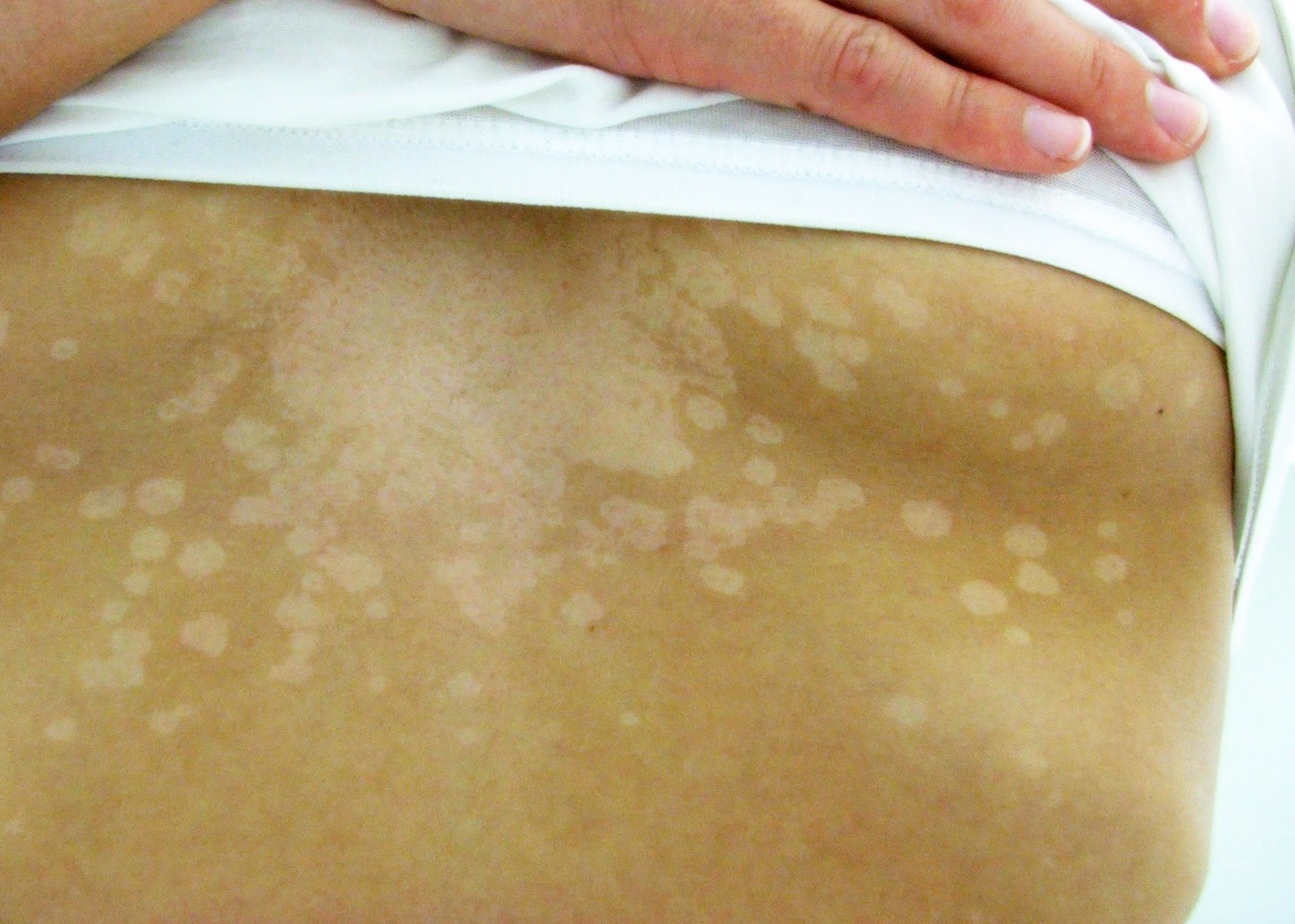
一個花斑癬患者的特寫。
圖片上可見色素脫失現象

色素脫失（英語：Depigmentation）的成因是由於皮膚的淡化或色素的損失。色素脫失可能是由許多局部性的，或系統性的狀況而引起。其可能是部分脫失（如由皮膚損傷導致的），或完全脫失（如由白癜風引起的）；亦可能為臨時性（例如花斑癬），或永久性的（例如白化病）。
最常見的皮膚的色素脫失是與出生時患有白癜風的人士有關，該病是最常見的後天慢性色素脫失疾病的其中一種，這些人士會產生不同的淺色的皮膚區域和自然的較深色皮膚區域。

## 病因
色素脫失一般是多種因素引起的，總體來說是一個複雜的過程。其可能是具有遺傳因素的個體在多種內外因素（如：免疫功能異常、神經精神）激發作用下引起；或，內分泌代謝異常等，或者酶促反應的抑製或受阻，從而導致酪氨酸酶系統的抑製所引起；或黑素細胞遭到破壞所引起，最終引起色素脫失。
脫色現象可能出現於疾病治療中，例如治療黑色素瘤的過程中：黑色素瘤是由於黑色素細胞的癌變所引起，治療時會引起肌膚色素的脱失；或如原田病的治療過程中：原田病恢復期時主要為視網膜色素上皮層剝離的變化，少部分可見色素脫失的現象；傷口結痂並脫落後，原傷口處可能出現的暫時性脫失現象；或再生醫學於皮膚疾病的治療方面上的應用；等等。
脫失現象亦可能出現於皮膚美白劑作用於肌膚上時。某些中草藥的提取物會產生色素脫失現象；丁基羥基茴香醚亦可能產生不同作用路徑所導致的色素脫失現象。
色素脫失可能與精神因素有關，如焦慮、情緒不良、睡眠不佳等。

## 常見病徵

白癜風導致的色素脫失。圖中可以清楚看到：該黑膚人士存在與自然皮膚顏色相反的、較淺色的皮膚區域。

白癜風是一種最常見的後天慢性色素脫失疾病，其罹患率為1-4%，原因可能是黑色素細胞遭受破壞。白癜風的病灶處之功能性黑色素細胞因不明致病機理而消失；因為非分節性病人血中因含有抗黑色素細胞IgG抗體之存在，所以白癜風被認為是一種自體免疫性疾病。
白癜風可以分為非分節型白癜風（Non-segmental Vitiligo）與分節型白癜風（Segmental Vitiligo）。非分節型白癜風被認為與皮膚的自體免疫攻擊黑色素細胞有關；分節型白癜風是一種特殊型的白癜風，其病灶分布於單側的神經節段上，機轉被認為與周邊交感神經機能異常有關。

## 治療方法
如果病案個體決定使用美白程序來均勻膚色，可以使用含有有機化合物（莫諾苯宗）的局部軟膏來減少其他剩餘的肌膚色素。
對於頑固色素沉著病變，可考慮使用Q-轉換紅寶石激光（Q-switched ruby laser）、冷凍療法，或TCA療法等，使皮膚保持無多餘色素。

### 書籍
- Ortonne, Jean Paul; Oetting, William S.; King, Richard A.; Hearing, Vincent J.; Boissy, Raymond E.; Nordlund, James J. . . Blackwell Publishing Ltd. 2007-10-26  [2018-12-10]. ISBN 9781405120340. （原始内容存档于2023-03-20）.

### 論文
1. ↑  .   [2018-12-09]. （原始内容存档于2018-10-24）.
2. ↑   (PDF). pmmp.cnki.net.   [2018-12-09].[永久]
3. 1 2 3 4  蘇雍順. . 高雄醫學大學醫學研究所-臨床醫學組學位論文. 2014-01-01  [2018-12-10]. （原始内容存档于2019-11-28）.
4. ↑  阿布力米提; 热比亚; 西迪克; 阿西尔江. . 中国民族医药杂志. 2006, 12 (5): 21–21  [2018-12-10]. （原始内容存档于2019-10-18）.
5. ↑  高秀蕊&石双群&宋秀芹. . www.cnki.com.cn.   [2018-12-10]. （原始内容存档于2019-10-29）.
6. ↑  Allison, James P.; Hurwitz, Arthur A.; Elsas, Andrea van. . Journal of Experimental Medicine. 1999-08-02, 190 (3): 355–366  [2018-12-09]. ISSN 1540-9538. PMID 10430624. doi:10.1084/jem.190.3.355. （原始内容存档于2018-06-02） （英语）.
7. ↑  陳慕師. . 中華民國眼科醫學會雜誌. 1978-05-01, 17  [2018-12-09]. ISSN 1021-3120. doi:10.30048/ACTASOS.197805.0014. （原始内容存档于2019-12-14）.
8. ↑  許致榮; 林頌然. . 台灣醫學. 2008-05-01, 12 (3)  [2018-12-09]. ISSN 1028-1916. doi:10.6320/FJM.2008.12(3).10. （原始内容存档于2019-12-22）.
9. ↑  Zhu, Xuejun; Jae-Ho, Yeon; Yang, Shuxia; Wang, Ke; Zhao, Junyu; Soo-Mi, Ahn; Wu, Yan; Zhong, Shaomin. . Biological and Pharmaceutical Bulletin. 2006, 29 (9): 1947–1951  [2018-12-09]. ISSN 1347-5215. doi:10.1248/bpb.29.1947. （原始内容存档于2018-12-11） （英语）.
10. ↑  Riley, P. A. . The Journal of Pathology. 1969-02-01, 97 (2): 193–206  [2018-12-09]. ISSN 1096-9896. doi:10.1002/path.1710970203. （原始内容存档于2019-11-14） （英语）.
11. ↑  宋军&孟庆琴&马小玲&刘雯蓓.  (PDF). 安徽医科大学学报. Feb 2004: 79-81  [2018-12-09].[永久]
12. ↑  戴向農&李振潔&葉興東. . J Diagn Ther Dermato-Vehereol: 166-168.   [2018-12-09]. （原始内容存档于2018-12-11）.
13. 1 2  余幸司. . 2004 （中文（臺灣））.
14. ↑  Kim, Y. J.; Chung, B. S.; Choi, K. C. . Dermatologic Surgery: Official Publication for American Society for Dermatologic Surgery [et Al.] 2001-11, 27 (11): 969–970  [2018-12-09]. ISSN 1076-0512. PMID 11737134. （原始内容存档于2019-11-29）.
15. ↑  Radmanesh, M. . Journal of the European Academy of Dermatology and Venereology: JEADV. 2000-5, 14 (3): 149–152  [2018-12-09]. ISSN 0926-9959. PMID 11032055. （原始内容存档于2013-10-16）.
16. ↑  . Oral Surgery, Oral Medicine, Oral Pathology, Oral Radiology, and Endodontology. 1998-12-01, 86 (6): 660–663. ISSN 1079-2104. doi:10.1016/S1079-2104(98)90199-8 （英语）.
17. ↑  Mradula, P R; Sacchidanand, S. . Journal of Cutaneous and Aesthetic Surgery. 2012, 5 (4): 261–265  [2018-12-09]. ISSN 0974-2077. PMC 3560166 . PMID 23378708. doi:10.4103/0974-2077.104914. （原始内容存档于2017-09-14）.